# Сублетте, Карлос
Карлос Сублетте (исп. Carlos Soublette; 15 декабря 1789 — 11 февраля 1870) — президент Венесуэлы в 1837—1839 и 1843—1847 годах, герой войны за независимость Венесуэлы.

## Биография
Карлос Валентин Хосе де ла Соледад Антонио дель Сакраменто Сублетте родился в Ла-Гуайра 15 декабря 1789 года. Был сыном Антонио Сублетте-и-Пиара, который родился на Тенерифе, и Тересы Херес де Аристегуеты. 18 мая 1810 года вступил в ряды армии, начав службу в Каракасе. Вскоре получил звание лейтенанта, служил под командой Франсиско де Миранды во время кампании по подавлению восстания в Валенсии, после чего получил звание капитана. 12 февраля 1812 года женился на Олальею Бурос. В том же году, в звании подполковника, Сублетте командовал эскадроном республиканской армии против сил роялистов, которые возглавлял Хуан Доминго де Монтеверде. После падения Первой республики был уволен из рядов вооруженных сил и заключен в замке Сан-Фелипе в Пуэрто-Кабельо. Выйдя на свободу в 1813 году, он поступил на службу в Освободительную армию под командованием Хосе Феликса Рибаса и участвовал в сражениях при Вигирими и Ла-Виктории 1814 года. Был членом эмиграционной Республиканской армии, которая действовала на востоке Венесуэлы (июль 1814). 17 августа участвовал в битве при Арагуа-де-Барселона. После падения Второй республики Сублетте уехал в Новую Гренаду (Колумбия) вместе с Симоном Боливаром, где участвовал в боевых действиях в Санте-Фе-де-Боготе (декабрь 1814), Магдалене и Картахене (1815).

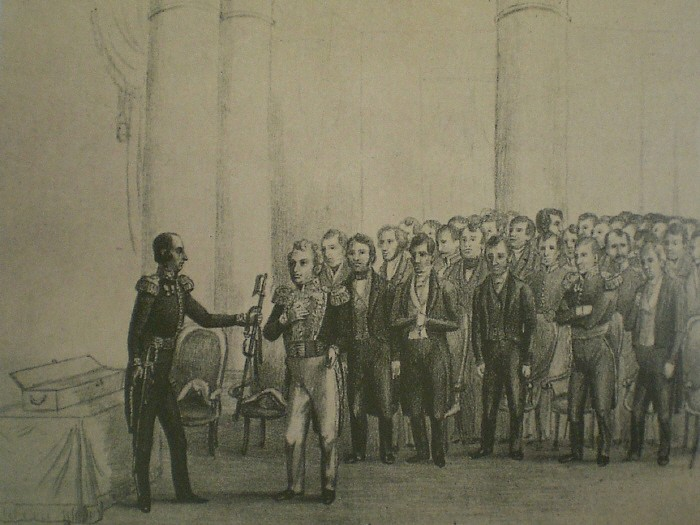
Хосе Антонио Паес получает от Карлоса Сублетте Меч чести. 19 марта 1843

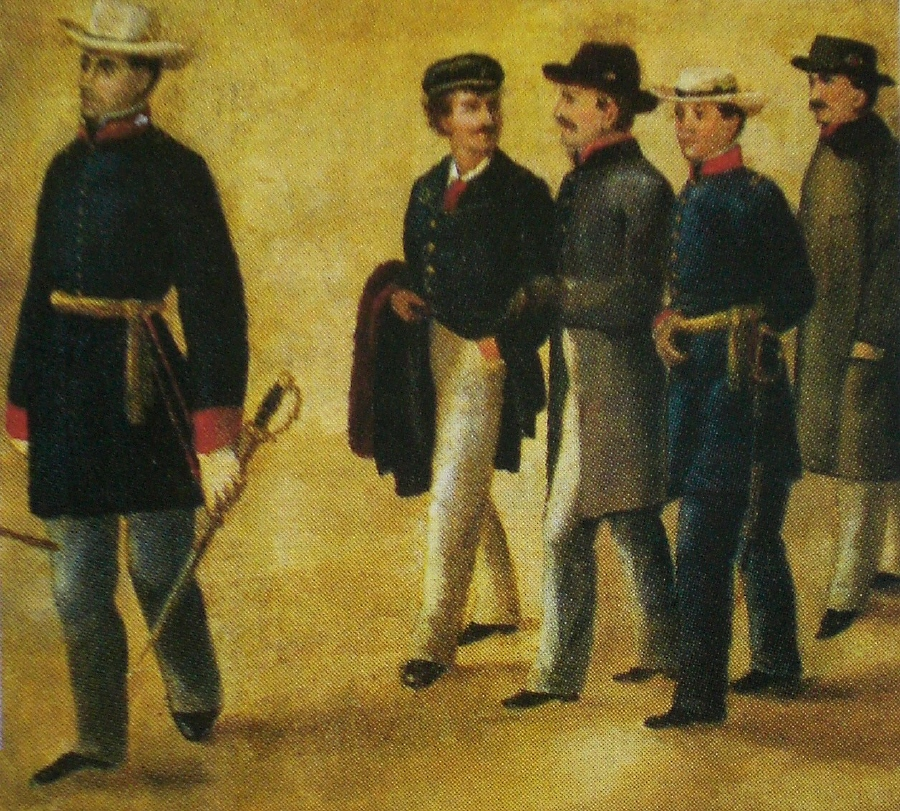
Карлос Сублетте, Педро Брисеньо Мендес, Франсиско Антонио Сеа, Грегор Макгрегор и Луис Брийон в Окумаре де ла Коста де Оро

В мае 1815 года он выехал в Вест-Индию, приняв участие в экспедиции вооруженных сил Гаити 1816 года у венесуэльских берегов (Expedición de los Cayos). 23 июня был назначен на пост руководителя Центрального штаба, а позже — исполняющим обязанности начальника Генерального штаба, заменив на этом посту полковника Анри Дюкодрей-Гольштейна. 31 декабря 1816 года он присоединился к армии Симона Боливара в Барселоне. 2 января следующего года Боливар назначил Сублетте членом Ордена Освобождения Венесуэлы. 9 января он воевал под Кларинесом, потерпев поражение и ранения. В марте того же года выступил с Боливаром на Гуаяна, что было частью операции по освобождению этой провинции. На то время он был заместителем начальника Генерального штаба, 3 октября выступив со стороны обвинения на суде против Мануэля пиар. 1819 года участвовал в битве при Бойака. 1 мая 1820 года Сублетте получил звание дивизионного генерала. В тот же день был назначен временным вице-президентом Венесуэлы. В 1822 году Сублетте стал интендантом департамента Венесуэла, а также ответственным за ведение боевых действий в провинции Коро, где действовали роялисты под командованием маршала Франсиско Томаса Моралеса. 20 июля в Митаре он уничтожил большую часть кавалерии роялистов. 7 сентября потерпел поражение от Моралеса в битве Dabajuro. 3 марта 1825 года, в результате отставки генерала Педро Брисено Мендеса, Сублетте был назначен военным министром и министров военно-морского флота республики Колумбия. В январе 1830 года после отделения Венесуэлы от Великой Колумбии занял аналогичный пост в родной стране. В 1835 и 1836 годах занимал пост Полномочного министра и посла в Англии и Испании, имея важную миссию — признание независимости Венесуэлы. В 1837 году Сублетте был избран на пост вице-президента страны, а после отставки Варгаса занял пост Президента, на котором находился до 28 января 1839 года. 26 января 1843 года вновь стал президентом в результате победы на выборах.
20 января 1847 года Сублетте ушёл с должности. 1848 года выехал на своё ранчо «Chaguaramas». 24 января 1848 года, президент Хосе Тадео Монагас разогнал Конгресс, Сублетте присоединился к Хосе Антонио Паэсу в качестве начальника Генерального штаба во время войны против правительства Монагаса, но, потерпев поражение в битве при Арагатос, эмигрировал в Новую Гранаду и поселился в Санта-Марте. В 1858 году он вернулся в Венесуэлу по приглашению президента Хулиана Кастро. В 1860 году стал сенатором от провинции Каракас, а также государственным секретарём в правительстве Педро Гуаля. После победы в Федеральной войне Сублетте отошёл от политики и вернулся к ней только перед самой своей смертью, после очередной гражданской войны.
Карлос Сублетте умер в Каракасе 11 февраля 1870 года и был похоронен 14 февраля на кладбище Hijos de Dios. 7 февраля 1970 года его останки были перенесены в Национальный пантеон.